# Croft (agriculture)
Pour les articles homonymes, voir Croft.

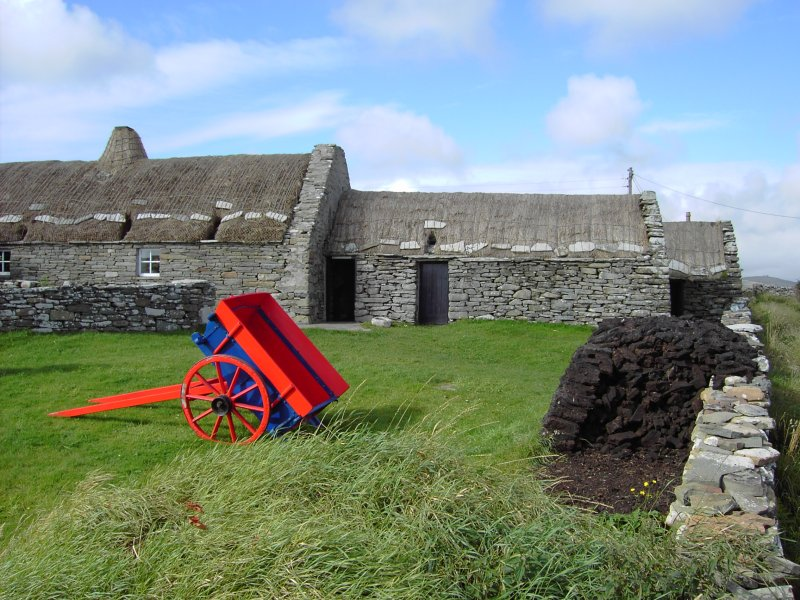
The Shetland Crofthouse Museum à Dunrossness (Shetland), avec une réserve de tourbe au premier plan.

Un croft est, en Écosse, une parcelle de terre arable délimitée par une haie ou une barrière, généralement de petite taille.
L'habitation du crofter, le paysan cultivant le croft, est généralement à proximité immédiate, le plus souvent en bordure du croft.

## Étymologie
Le mot croft est issu du Germanique Occidental ; son utilisation est restreinte à l'Écosse. C'est en effet principalement dans les Highlands et les Hébrides que se trouvent les crofts. Partout ailleurs, croft est un archaïsme.
Le  crofting a également existé en Scandinavie au Moyen Âge, où ce système, globalement identique, était appelé torp.

## Législation et histoire

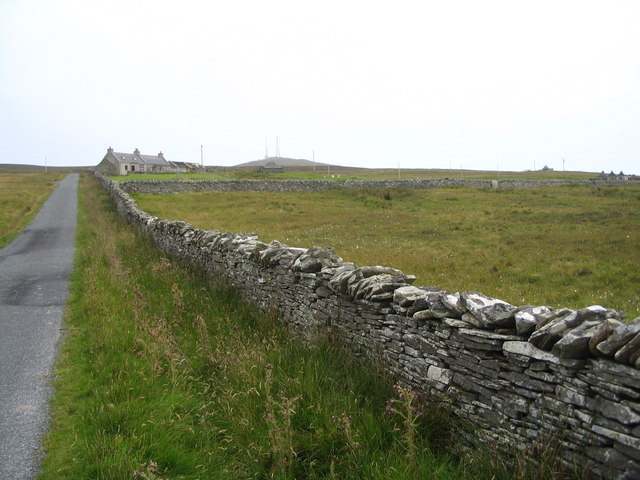
Un croft sur l'île de Bressay, dans l'archipel des Shetland (Écosse).

Le croft écossais est un type de propriété terrienne sujet à législation au Royaume-Uni depuis 1886. Celle-ci a été instaurée en réponse aux plaintes des métayers écossais victimes des Highland Clearances.
Avant le XVIIIe siècle, le système était très différent. Les paysans, dans un régime semi-féodal, tenaient la terre pour un tacksman, souvent un parent du chef du clan ; le tacksman reversait lui-même un loyer à ce dernier. La situation du crofter était alors assez stable.
La première trace de crofters dépendant directement du propriétaire, sans l'intermédiaire du tacksman, date de 1715, sur les terres de Sir D. MacDonald, à Skye et North Uist.
Le Parlement du Royaume-Uni a voté le Crofters' Holdings Act en 1886, après que la Highland Land League (en) gagna des sièges au Parlement. Le gouvernement de l'époque était de tendance libérale ; le Premier Ministre était William Gladstone. Cette loi a établi la Crofting Commission, basée à Inverness, dont les responsabilités ont beaucoup changé en 1955. Sous la législation de 1886, les crofts étaient regroupés en hameaux (townships), chaque hameau regroupant des crofts voisins et étant doté de l'équivalent d'un pré communal.
Un autre Crofters' Act a été voté en 1993.
Les crofts relevant des dispositions du Crofters' Act sont situés dans les comtés des Shetland, d'Orkney, Caithness, Sutherland, Ross-shire, Inverness-shire et Argyll, dans le nord de l'Écosse.
Depuis 1976, il est légalement possible pour un crofter d'acquérir le titre de propriété du croft qu'il exploite, et d'être ainsi propriétaire de son terrain.